# وفاق بوزنيقة
نادي وفاق بوزنيقة الرياضي نادي مغربي يمارس بدوري الدرجة الثالتة - الهواة- تأسس سنة 1967م. 
أفضل انجاز يحسب له صعوده إلى القسم الثاني النخبة سنة 1982. يمارس في دوري الدرجة الرابعة المغربي. نادي وفاق بوزنيقة هو نادٍ رياضي مغربي من مدينة بوزنيقة اقليم ابن سليمان والتي تبعد ب 55 كيلومتراً عن مدينة الدار البيضاء وب 40 كلم عن مدينة الرباط. يمارس بالقسم الثاني هواة المغربي. ظهر النادي للوجود سنة 1966. وتعتبر بلدية بوزنيقة هو الداعم الأول للفريق.